# 阿品台
阿品台（あじなだい）は広島県廿日市市の地名。現行行政地名は阿品台一丁目から阿品台五丁目。2012年現在の人口は3,850人。郵便番号738-0053（廿日市郵便局管区）。

## 地理
廿日市市南部に位置し、廿日市地域に属する。北で阿品台北・阿品台東、北東で地御前、東から南にかけて阿品、西で阿品台西・地御前と接する。廿日市ニュータウンが置かれ、その一部にかかっている。

## 歴史
昭和40年代までは、ほぼ無人の里山で谷筋にわずかな耕地があるだけだった。山裾に山陽本線と広電宮島線が通り交通の便がよいことから、広島県によって団地造成の計画がなされ、昭和46年（1971年）から造成工事が始まった。団塊の世代が家庭をもち始めた昭和52年（1977年）に広島県住宅供給公社が「廿日市ニュータウン｣として順次分譲を始め、銀行(広島銀行廿日市ニュータウン支店）、郵便局(廿日市ニュータウン郵便局(現在の阿品台郵便局)）、スーパーや商店街も造られ、各種医院も開業し、新しい町として出発した。この「廿日市ニュータウン」には「阿品台東」「阿品台西」「阿品台北」｢阿品台山の手｣も含まれる。地元で｢阿品台｣といえば、これらの地区を含む廿日市ニュータウン全体を指すことが多い。

## 交通

### 鉄道
鉄道は地内を通っていない。JR西日本山陽本線 阿品駅・広島電鉄宮島線 広電阿品駅が最寄り駅となる。

### バス
- 広電バス[2]
  - 16 阿品台線（阿品台中央経由） - 広電阿品駅方面
  - 15 阿品台線（廿日市西高校前経由） - 広電阿品駅方面
  - 55 西広島バイパス線 - 広島バスセンター方面 平日のみ運行
- 廿日市さくらバス[3]
  - 阿品台ルート - JR阿品駅・廿日市市役所前駅方面
- おおのハートバス[4]が阿品台市民センターから南西へ徒歩約15分の県営住宅前バス停に停車する。

### 道路
- 国道2号 西広島バイパス 阿品台入口 - 広島市中心部方面
  - 広島岩国道路 廿日市IC - 廿日市JCT - 大竹IC方面 / 山陽自動車道 五日市IC方面
- 国道2号 - 廿日市市役所・広島市佐伯区方面 / 宮島口駅前・大竹市方面
- 広島県道30号廿日市佐伯線 宮内工業団地入口交差点 - 廿日市市津田方面

## 施設
- 廿日市市 阿品台市民センター[5] - 図書室・研修室・調理実習室があり、阿品台四丁目に位置する
  - 阿品台中央バス停下車徒歩2分、阿品台4丁目バス停下車徒歩1分、県営住宅前バス停下車徒歩15分[6]
- 廿日市消防署西分署
- 阿品台郵便局
- つくし幼稚園
- 阿品台一丁目集会所
- 阿品台二丁目集会所
- 阿品台三丁目集会所
- 阿品台四丁目集会所
- 阿品台五丁目第一集会所
- 阿品台五丁目第二集会所
- 阿品台下水処理場
- 広島銀行廿日市ニュータウン支店
- 阿品公園
  - 阿品台野球場